# ポルタヴァ
- ポルタバ

ポルタヴァ（ウクライナ語: Полтава；[pɔlˈtawa]）は、ウクライナの中部ポルタヴァ州にある都市である。ポルタヴァ州の州庁所在地。ドニプロ川の支流であるヴォールスクラ川河岸に位置する。2021年の人口推計は283,402人である。

## 概要
1174年に『ルーシ年代記』においてルターヴァという地名が見られるが、確実な史料においてはポルターヴァという町名は1641年以後に見られる。ウクライナ・コサックの根拠地の一つであった。1648年から1775年にかけてコサック国家ポルターヴァ連隊の連隊庁所在地の役割を果たした。1709年、大北方戦争の東欧の運命を決めた、戦場となった。

## 著名な人物
ポルタヴァにはウクライナ近代文学の祖と言われている作家イヴァン・コトリャレーウシキーが生まれた。シモン・ペトリューラもポルタヴァの出身である。「ウクライナのサッフォー」とも呼ばれるマルーシャ・チュラーイの生誕地でもある。

## その他
ポルタヴァの方言が現代ウクライナ語の原型になっているとも言われている。

## 姉妹都市
- コシャリン、ポーランド
- ヴェリコ・タルノヴォ、ブルガリア
- フィルダーシュタット、ドイツ
- オストフィルデルン、ドイツ
- ルブリン、ポーランド
- ニース、フランス
- クラスノダール、ロシア
- バラーナヴィチ、ベラルーシ
- ヒムキ、ロシア